# Sida platycalyx
Sida platycalyx är en malvaväxtart som beskrevs av Ferdinand von Mueller och George Bentham. Sida platycalyx ingår i släktet sammetsmalvor, och familjen malvaväxter. Inga underarter finns listade i Catalogue of Life.

## Bildgalleri

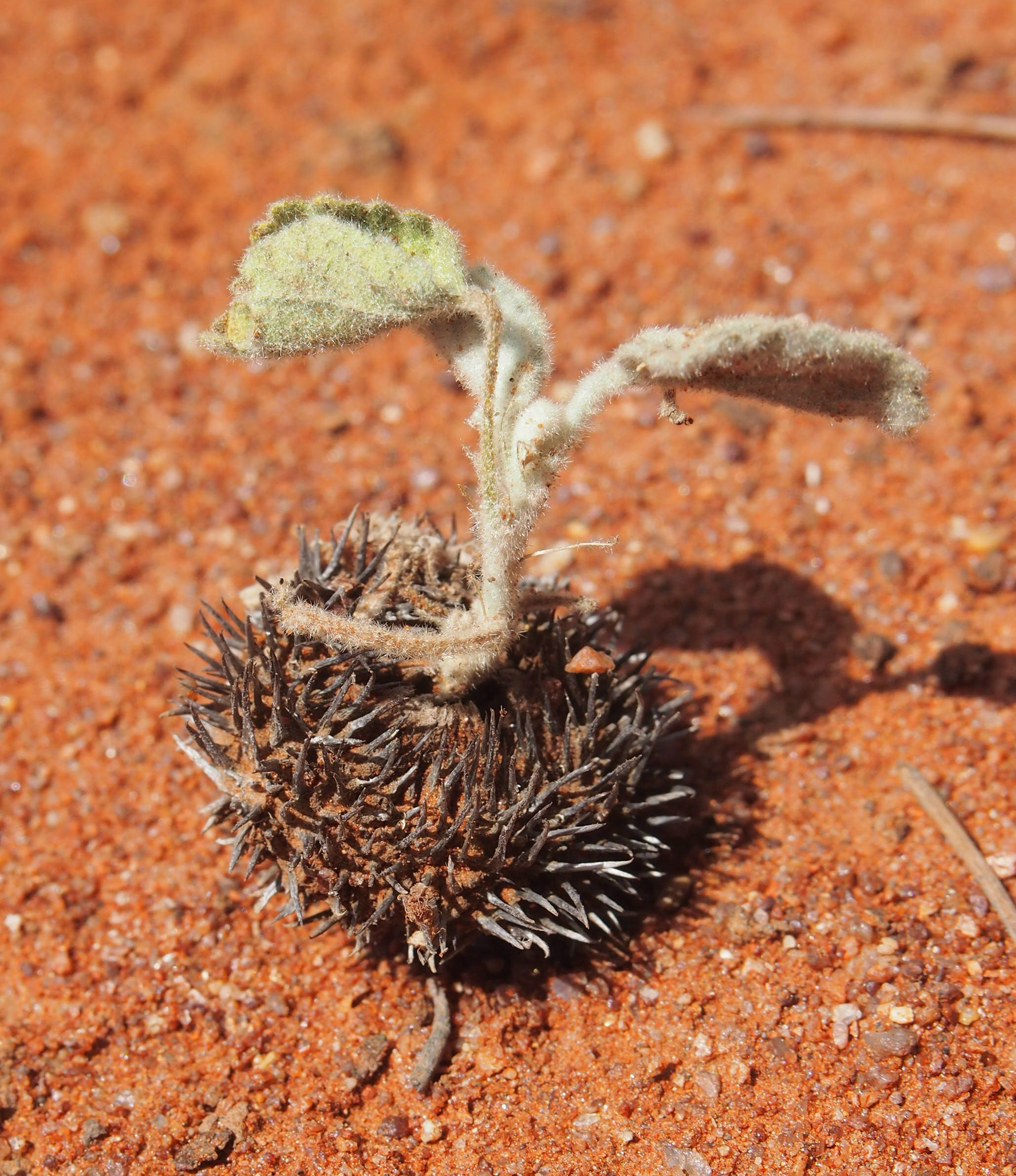
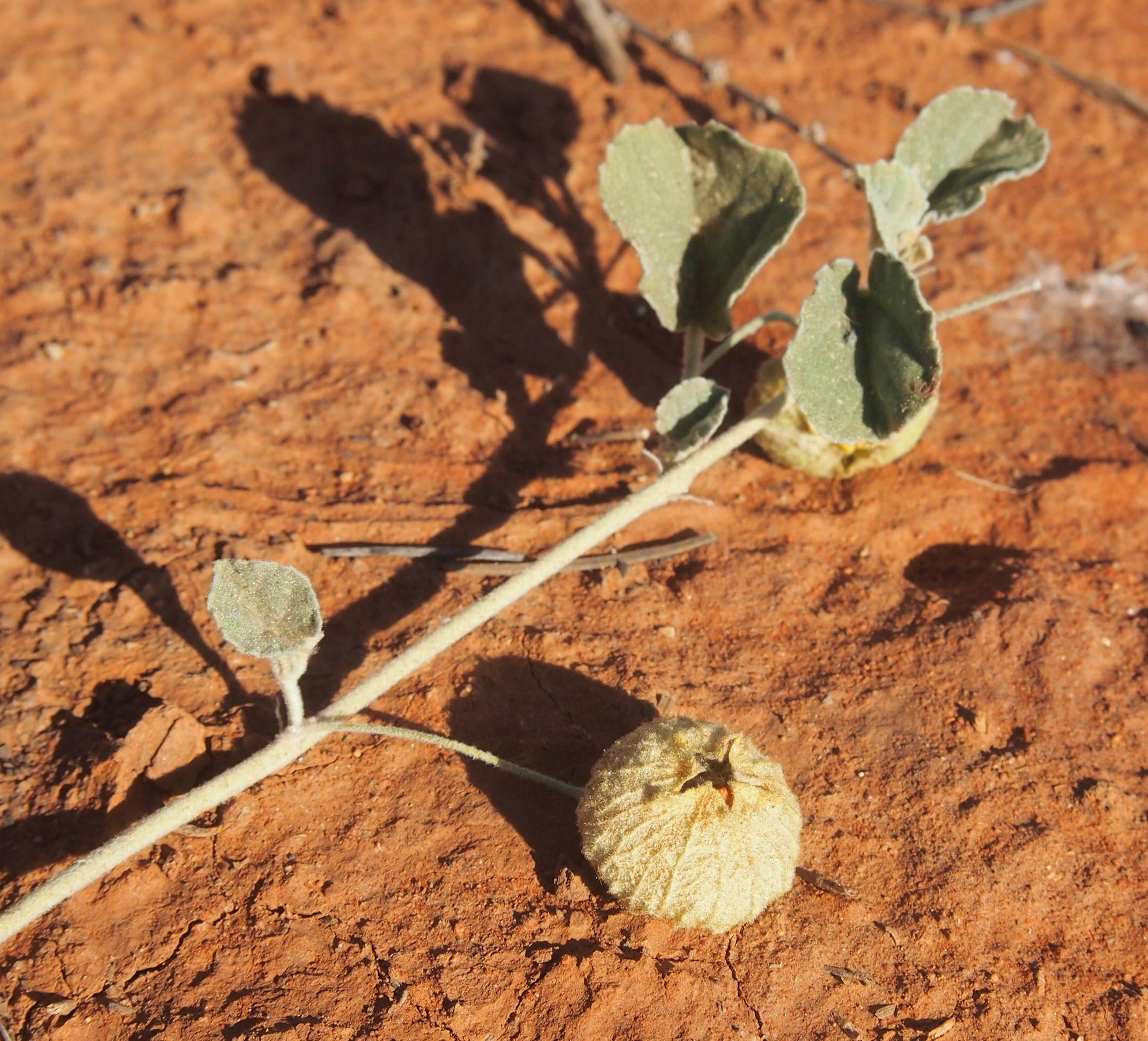
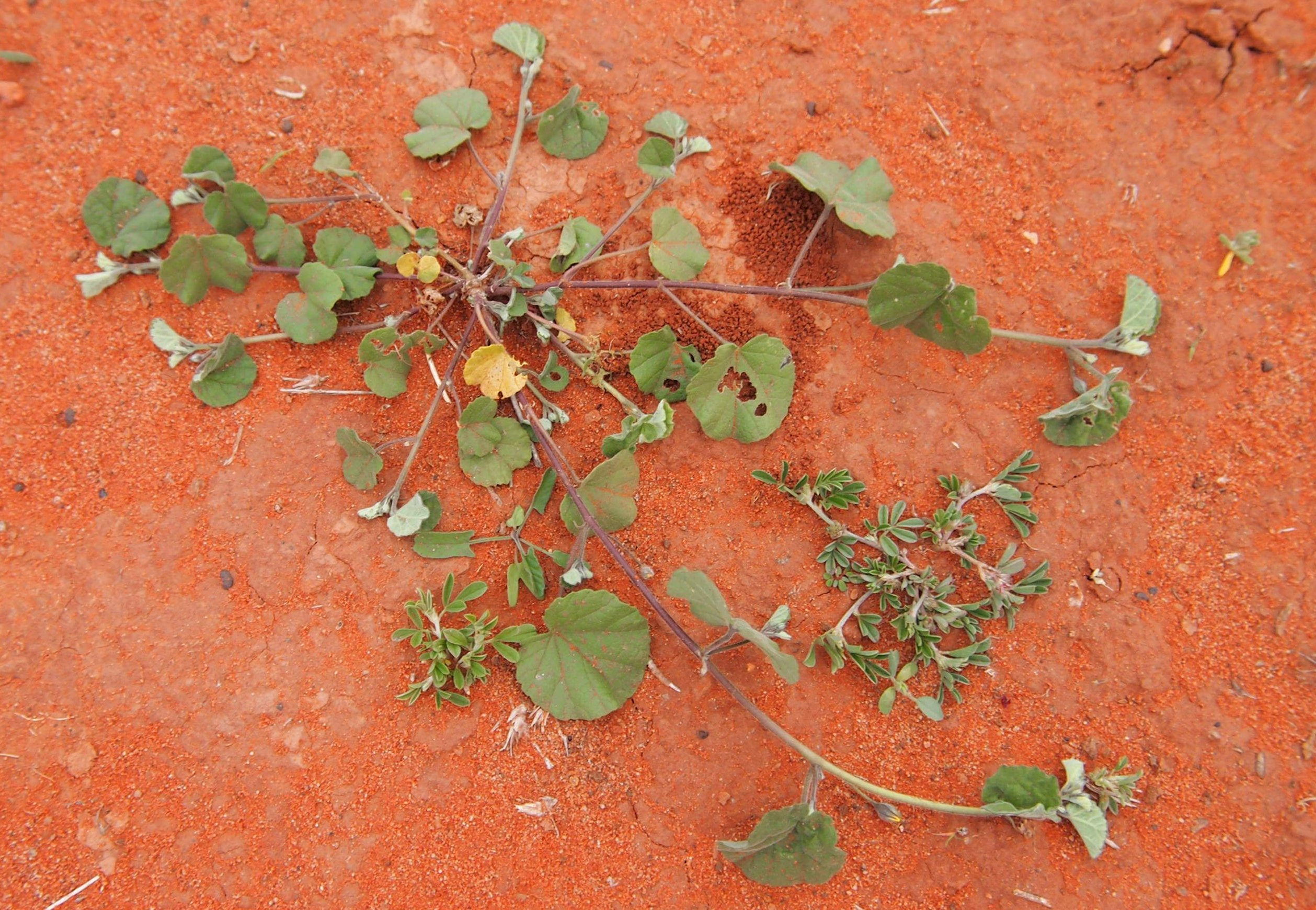
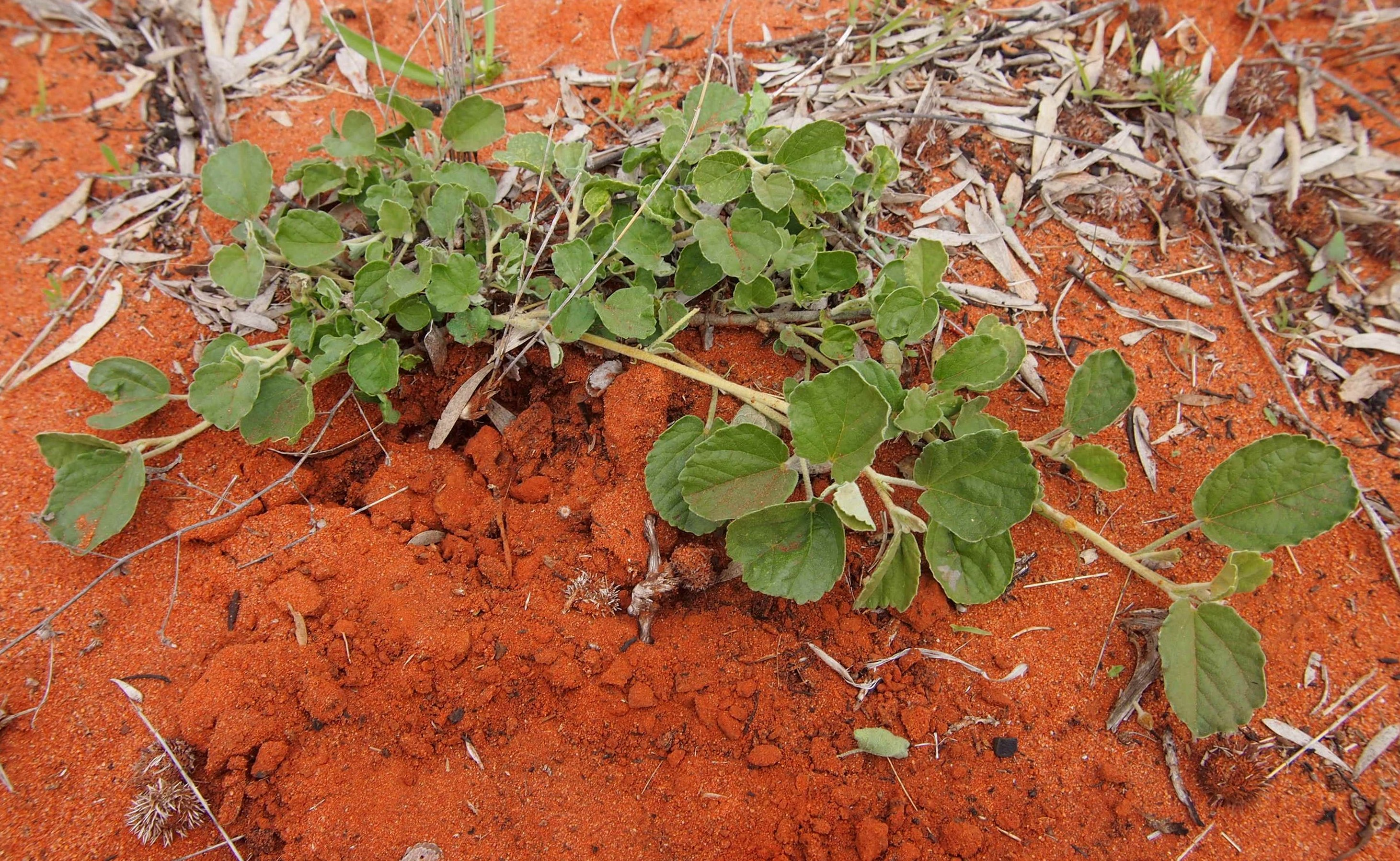